# Vallejuelo (ort)
Vallejuelo är en ort i Dominikanska republiken.   Den ligger i provinsen San Juan, i den sydvästra delen av landet, 140 km väster om huvudstaden Santo Domingo. Vallejuelo ligger 675 meter över havet och antalet invånare är 5 217.
Terrängen runt Vallejuelo är varierad. Runt Vallejuelo är det ganska tätbefolkat, med 67 invånare per kvadratkilometer. Närmaste större samhälle är Galván, 16,8 km söder om Vallejuelo. I omgivningarna runt Vallejuelo växer huvudsakligen savannskog.